# Aspidosperma schultesii
Aspidosperma schultesii är en oleanderväxtart som beskrevs av R. E. Woodson. Aspidosperma schultesii ingår i släktet Aspidosperma och familjen oleanderväxter. Inga underarter finns listade i Catalogue of Life.